# جونگ سانگ هون
جونگ سانگ هون (کره‌ای: 정상훈؛ زادهٔ ۹ سپتامبر ۱۹۷۶) بازیگر اهل کره جنوبی است. او به دلیل حضور در برنامه تلویزیونی اس‌ان‌ال کره شهرت دارد.
از آثاری که در آنها ایفای نقش کرده‌است می‌توان به هوانگ جینی (۲۰۰۶) و حسادت آشکار (۲۰۱۶) اشاره کرد.

## فیلم‌شناسی

### مجموعه تلویزیونی
| سال  | عنوان                           | نقش             | توضیحات              |
| ---- | ------------------------------- | --------------- | -------------------- |
| ۲۰۰۵ | رز سبز                          | کیم دونگ ووک    |                      |
| ۲۰۰۶ | هوانگ جینی                      | سانگ سو         |                      |
| ۲۰۰۷ | «بلو فیش»                       |                 |                      |
| ۲۰۱۵ | عشق روی پشت‌بام                  | سونگ نام        | حضور افتخاری         |
| ۲۰۱۵ | نهایت در هم شکستگی              | جونگ هیون       | وب درامای کره‌ای-چینی |
| ۲۰۱۶ | لاکی رومنس                      | هان ریانگ ها    |                      |
| ۲۰۱۶ | حسادت آشکار                     | چوی دونگ گی     |                      |
| ۲۰۱۷ | زن باوقار                       | آن جه سوک       |                      |
| ۲۰۱۸ | شوهر من آقای اوه                | اریک جو         |                      |
| ۲۰۱۸ | معجزه‌ای که ملاقات کردیم         | پی‌دی دراما      | حضور افتخاری         |
| ۲۰۱۸ | جنگل بزرگ                       | جونگ سانگ هون   | [ ۳ ]                |
| ۲۰۱۹ | خیلی قانونی                     | یو سانگ گو      | [ ۴ ]                |
| ۲۰۱۹ | عشق در بعد از ظهر               | جی چانگ گوک     | [ ۵ ]                |
| ۲۰۲۰ | تیم بولداگ: تحقیق خارج از وظیفه | لی بان سوک      |                      |
| ۲۰۲۰ | مشکلی نیست که خوب نباشی         | متصدی پذیرش متل | حضور افتخاری         |
| ۲۰۲۰ | مرکز مراقبت پس از تولد          | شمن             | حضور افتخاری         |
| ۲۰۲۰ | اگه می‌تونی خیانت کن             | سون جی هو       | [ ۶ ]                |
| ۲۰۲۲ | زندگی دوباره من                 | لی مین سو       | [ ۷ ]                |